# Chiradzulu (district)
Chiradzulu is een district in de zuidelijke regio van Malawi. De hoofdstad van het district heet ook Chiradzulu. Het district heeft een oppervlakte van 767 km² en heeft een inwoneraantal van 236.050.